# Affoltern im Emmental
Affoltern im Emmental is een gemeente en plaats in het district Emmental van het Zwitserse Kanton Bern. De gemeente telt 1.153 inwoners.
Aefligen · 
Affoltern im Emmental · 
Alchenstorf · 
Bätterkinden · 
Burgdorf · 
Dürrenroth · 
Eggiwil · 
Ersigen · 
Hasle bei Burgdorf · 
Heimiswil · 
Hellsau · 
Hindelbank · 
Höchstetten · 
Kernenried · 
Kirchberg · 
Koppigen · 
Krauchthal · 
Langnau im Emmental · 
Lauperswil · 
Lützelflüh · 
Lyssach · 
Oberburg · 
Röthenbach im Emmental · 
Rüderswil · 
Rüdtligen-Alchenflüh · 
Rüegsau · 
Rumendingen · 
Rüti bei Lyssach · 
Schangnau · 
Signau · 
Sumiswald · 
Trachselwald · 
Trub · 
Trubschachen · 
Utzenstorf · 
Wiler bei Utzenstorf · 
Willadingen · 
Wynigen · 
Zielebach
- Gemeinsame Normdatei: 4568132-6
- Historisch woordenboek van Zwitserland: 000547
- Nationale Bibliotheek van Tsjechië: ge327497
- Virtual International Authority File: 246284319